# Lambert B. Freund
Lambert Ben Freund  (* 23. November 1942 in Johnsburg (Illinois); † 3. Oktober 2024) war ein US-amerikanischer Ingenieurwissenschaftler.
Freund wuchs auf der elterlichen Farm auf (die Familie hatte deutschstämmige Vorfahren) und studierte ab 1960 an der University of Illinois at Urbana-Champaign Maschinenbau und Mechanik mit dem Bachelor-Abschluss 1964. Danach ging er an die Northwestern University, wo er bei Jan D. Achenbach 1967 promoviert wurde (Diffraction of Elastic Waves by Semi-Infinite Plane Barriers at the Interface of Elastic Media). Als Post-Doktorand war er an der Brown University, an der er 1969 Assistant Professor und später Professor wurde.
Er war unter anderem Gastprofessor in Stanford, Harvard, am Caltech und in Berkeley.
Ab den 1970er Jahren widmete er sich der theoretischen Bruchmechanik. Später befasste er sich auch mit der Mechanik dünner Filme samt Anwendung in der Mikroelektronik. In der Untersuchung der Mechanik solcher mesoskopischer Strukturen wandte er auch die Quantenmechanik an.
2003 erhielt er die Timoshenko Medal, zudem erhielt er die William Prager Medal und die George R. Irwin Medal. Er war Mitglied der National Academy of Engineering, der National Academy of Sciences (1997) und der American Academy of Arts and Sciences (1993).
Er war Herausgeber des Journal of Applied Mechanics und mit John Willis des Journal of the Mechanics and Physics of Solids.
Er war ab 1965 verheiratet und hatte drei Söhne. Sein Sohn Jonathan ist Professor für Mechanik und Luftfahrttechnik an der University of Illinois.

## Schriften
- Dynamic Fracture Mechanics, Cambridge University Press 1990
- mit Subra Suresh: Thin film materials, Cambridge University Press 2003